# Vår Herre Jesu Kristi nåd
Vår Herre Jesu Kristi nåd är en psalm utan känd upphovsman då det är den apostoliska välsignelsen ur 2 Kor 13:13 i Bibeln. Texten är tonsatt av Johann Braun (1753–1795).

## Publicerad i
- Metodistkyrkans psalmbok 1896 som nr 500 under rubriken "Afslutningspsalmer".
- Svensk söndagsskolsångbok 1908 som nr 350 under rubriken "Avslutningssånger"
- Lilla Psalmisten 1909 som nr 255 under rubriken "Avslutningssånger".
- Svenska Missionsförbundets sångbok 1920 som nr 781 under rubriken "Slutsånger".
- Svensk söndagsskolsångbok 1929 som nr 300 under rubriken "Avslutningssånger".
- Guds lov 1935 som nr 568 under rubriken "Avslutningssånger".
- Sånger och psalmer 1951 som nr 507  under rubriken "Församlingen och nådemedlen. Välsignelse av barn".